# Similosodus castaneus
Similosodus castaneus är en skalbaggsart som först beskrevs av Aurivillius 1911.  Similosodus castaneus ingår i släktet Similosodus och familjen långhorningar. Inga underarter finns listade i Catalogue of Life.